# (37249) 2000 WZ182
2000 WZ182 (asteroide 37249) é um asteroide da cintura principal. Possui uma excentricidade de 0.14351130 e uma inclinação de 16.65809º.
Este asteroide foi descoberto no dia 17 de novembro de 2000 por LINEAR em Socorro.